# Matelea johnstonii
Matelea johnstonii là một loài thực vật có hoa trong họ La bố ma. Loài này được Shinners mô tả khoa học đầu tiên năm 1964.